# Krzysztof Michalski (filozof)
Krzysztof Jerzy Michalski (ur. 8 czerwca 1948 w Warszawie, zm. 11 lutego 2013 w Wiedniu) – polski filozof i tłumacz.

## Życiorys
Uczeń Leszka Kołakowskiego i Jana Patočki, ukończył filozofię w 1969 na Uniwersytecie Warszawskim. Doktorat obronił w 1974 na podstawie rozprawy Heidegger i filozofia współczesna. W tym samym roku rozpoczął pracę jako asystent w Instytucie Filozofii UW.
Habilitował się w 1986 na podstawie rozprawy Logika i czas. Próba analizy Husserlowskiej teorii sensu. Od 1994 był profesorem Instytutu Stosowanych Nauk Społecznych UW, gdzie kierował Katedrą Erazma z Rotterdamu. Od 1986 był również profesorem filozofii w Departament of Philosophy na Boston University. W 2003 został profesorem tytularnym. Należał do założycieli – obok m.in. Hansa-Georga Gadamera, Józefa Tischnera, Jana Błońskiego – Instytutu Nauk o Człowieku w Wiedniu (1983), którego był rektorem. W latach 80. instytut ten stał się ważkim centrum wymiany intelektualnej i badawczej między uczonymi z Europy Środkowej i Wschodniej a środowiskami naukowymi na Zachodzie. Obecnie zaliczany jest do najważniejszych europejskich centrów naukowych, w którym realizowane są projekty z dziedzin nauk politycznych, społecznych i humanistycznych.

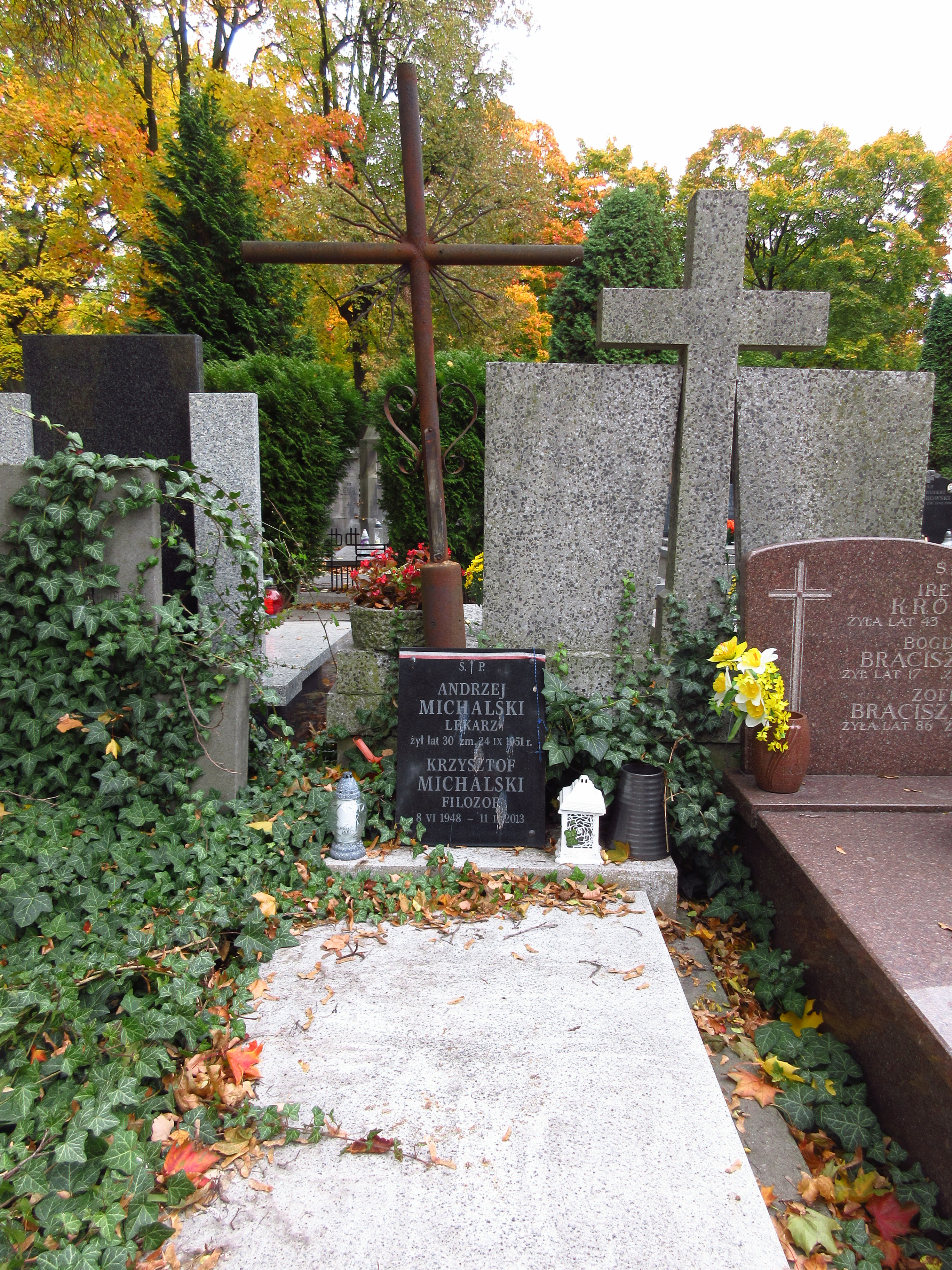
Grób Krzysztofa Michalskiego na Cmentarzu Bródnowskim.

Był redaktorem szeregu prac zbiorowych (m.in. tomy ze spotkań czołowych filozofów i intelektualistów europejskich z Janem Pawłem II w Castel Gandolfo), autorem wielu artykułów w prestiżowych czasopismach naukowych amerykańskich, niemieckich i in. Był też redaktorem tomów z przekładami wybranych esejów Heideggera, Gadamera oraz ich tłumaczeń (Martin Heidegger Budować, mieszkać, myśleć. Eseje wybrane, 1977; Hans-Georg Gadamer Rozum, słowo, dzieje. Szkice wybrane, 1979). Był wydawcą i redaktorem naczelnym pisma „Transit. Europäische Revue” (Frankfurt nad Menem).
Był stypendystą wielu prestiżowych fundacji (m.in. Fundacji im. Aleksandra von Humboldta, Fundacji Thyssena).
Od lat 80. organizował i był dyrektorem liczących się międzynarodowych seminariów, szkół letnich, sympozjów itd.
Pełnił liczne funkcje naukowe i publiczne. Najważniejsze z nich to: przewodniczący Rady Nadzorczej Instytutu Spraw Publicznych (Warszawa), członek Rady Fundacji im. Stefana Batorego, członek Komitetu Doradczego International Academic Freedom (New York), członek The American Association for Polish-Jewish Studies.
Zmarł w Wiedniu, uległszy chorobie nowotworowej. Był przyjacielem Józefa Tischnera, wraz z którym w 1993 przeprowadził kilka rozmów z papieżem Janem Pawłem II w Castel Gandolfo, które były punktem wyjścia do powstania książki pt. Pamięć i tożsamość. Pochowany na cmentarzu Bródnowskim w Warszawie (kwatera 75A-2-19).

## Ordery, odznaczenia, nagrody, upamiętnienie
Uzyskał szereg nagród i wyróżnień: do najważniejszych należą Krzyż Oficerski Orderu Odrodzenia Polski (2003), Theodor-Heuss-Preis (2004) oraz Krzyż Oficerski Narodowego Orderu Zasługi – Francja 2007. Pośmiertnie, postanowieniem z 19 lutego 2013 za wybitny wkład w rozwój myśli o kondycji człowieka w nowoczesnym świecie, za stworzenie ważnego ośrodka międzynarodowej wymiany intelektualnej i badawczej w dziedzinie humanistyki, za osiągnięcia w promowaniu polskiej nauki został przez prezydenta Bronisława Komorowskiego odznaczony Krzyżem Komandorskim Orderu Odrodzenia Polski. 14 marca 2024 Rada Warszawy nadała skwerowi w dzielnicy Żoliborz nazwę Skwer Krzysztofa Michalskiego.

## Dzieła (wybór)
- Heidegger i filozofia współczesna, Państwowy Instytut Wydawniczy, Warszawa 1978. (2 Wyd, Warszawa 1998)
- Logika i czas. Próba analizy Husserlowskiej teorii sensu, Państwowy Instytut Wydawniczy, Warszawa 1988.
- Płomień wieczności. Eseje o myślach Fryderyka Nietzschego, Znak, Kraków 2007.
- Zrozumieć przemijanie, Biblioteka kwartalnika Kronos. Fundacja Augusta Hrabiego Cieszkowskiego, Warszawa 2011.
- Eseje o Bogu i śmierci, Kurhaus Publishing, Warszawa 2014.

Wiele prac Michalskiego zostało przetłumaczone na języki obce. Pełna lista jego dzieł dostępna jest na stronie Instytutu Nauk o Człowieku.